# Kains Knochen
Kains Knochen (englischer Originaltitel: Cain’s Jawbone) ist ein Kriminalrätsel, das von dem englischen Übersetzer, Dichter und Kreuzworträtselautor Edward Powys Mathers (1892–1939) unter dem Pseudonym Torquemada geschrieben wurde. Es wurde erstmals 1934 als Teil von The Torquemada Puzzle Book bei Victor Gollancz Ltd veröffentlicht. Der Crowdfunding-Verlag Unbound veröffentlichte 2019 in Zusammenarbeit mit der Wohltätigkeitsorganisation The Laurence Sterne Trust eine neue, eigenständige Ausgabe des Rätsels. Beide Ausgaben wurden bei ihrer Veröffentlichung von einem Wettbewerb begleitet, bei dem der erste Leser, der das Rätsel lösen konnte, einen Geldpreis erhielt. Kains Knochen wurde vom Verlag als „eines der schwierigsten und betörendsten Worträtsel, das je veröffentlicht wurde“ beschrieben.

## Titel
Der Ausdruck Kains Knochen (Cain’s Jawbone) bezieht sich auf die erste Mordwaffe überhaupt, wie sie in der biblischen Erzählung zu Kain und Abel beschrieben wird.

## Rätsel
Das Rätsel besteht aus einer 100-seitigen Prosa-Erzählung, deren Seiten absichtlich in der falschen Reihenfolge angeordnet sind. Die erste Ausgabe wurde als Schachtel mit herausnehmbaren Seitenkarten veröffentlicht. Die zweite Ausgabe erschien 2019 als Taschenbuch. 
Um das Rätsel zu lösen, müssen die Leser die richtige Reihenfolge der Seiten sowie die Namen der Mörder und Opfer in der Geschichte herausfinden. Der Text der Geschichte enthält eine Vielzahl von Zitaten, Anspielungen, Schüttelreimen und anderen Wortspielen. Die Seiten können in {\displaystyle 9{,}33\times 10^{157}} (Fakultät von 100) möglichen Reihenfolgen angeordnet werden, doch gibt es nur eine richtige Reihenfolge. Die Lösung des Rätsels wurde nie veröffentlicht.

## Wettbewerbe
Als das Rätsel 1934 erstmals erschien, wurde ein Preis von £ 15 für den ersten Leser ausgelobt, „der die Seiten neu ordnen und die sechs in Kains Knochen ermordeten Personen und die vollständigen Namen ihrer Mörder nennen kann.“ Zwei Männer namens S. Sydney-Turner und W. S. Kennedy lösten das Rätsel im Jahr 1935 und gewannen jeweils £ 25.
Die Herausgeber der Ausgabe von 2019 schrieben den Wettbewerb ein zweites Mal aus: „Der Preis in Höhe von £ 1.000 [das entspricht in etwa dem Wert von £ 15 im Jahr 1934] geht an den ersten Leser, der die Namen der Mörder und der Ermordeten, die richtige Reihenfolge der Seiten und eine kurze Erklärung, wie die Lösung zustande gekommen ist, liefert.“ Der Wettbewerb lief ein Jahr ab dem Datum der Veröffentlichung. Im November 2020 wurde bekanntgegeben, dass der Comedian und Kreuzworträtselautor John Finnemore das Rätsel während des COVID-19-Lockdowns über einen Zeitraum von sechs Monaten richtig gelöst habe. Finnemore sagte: „Als ich das erste Mal einen Blick darauf warf, dachte ich sofort: 'Oh, das ist mir zu hoch.' Die einzige Möglichkeit, wie ich überhaupt eine Chance hätte, wäre, wenn ich aus irgendeinem bizarren Grund monatelang in meinem eigenen Haus gefangen wäre, nirgendwo hingehen könnte und niemanden sehen würde. Leider hat mich das Universum erhört.“

## Veröffentlichungen
- Edward Powys Mathers (Torquemada): Cain’s Jawbone. Victor Gollancz Ltd, 1934.
- Edward Powys Mathers (Torquemada): Cain’s Jawbone. Unbound, 2019. ISBN 978-1-78352-741-0.
  - Edward Powys Mathers (Torquemada): Kains Knochen. Das schwerste kriminalistische Rätsel der Welt. Suhrkamp Verlag, 2022. Ins Deutsche übersetzt von Henry McGuffin. ISBN 978-3-518-47277-4.